# 사손장
사손 장(士孫長, ? ~ ?)은 전한 말기의 유학자로, 자는 중방(仲方)이며 우부풍 평릉현(平陵縣) 사람이다.

## 행적
오록충종의 밑에서 수학하였고, 박사(博士)를 지냈다. 벼슬이 양주목·광록대부급사중에 이르렀고, 가문 대대로 학문을 이었다.

## 출전
- 반고, 《한서》 권88 유림전